# Johann Jacobs (Politiker)
Johann Jacobs (* 7. Januar 1903 in Speicher; † 24. Mai 1988 in Bitburg) war ein deutscher Politiker (SPD).

## Leben und Politik
Jacobs war Textilkaufmann und Obstbauer von Beruf. Er trat 1947 der SPD bei und war von 1956 bis 1964 Bürgermeister seiner Heimatgemeinde Speicher. Von 1963 bis 1971 war er Abgeordneter des rheinland-pfälzischen Landtages.